# Heidi Hollinger
Heidi Hollinger (Montréal, 1968) è una fotografa canadese.
Dopo l'apertura di uno studio fotografico a Mosca, ha fotografato oltre 100 convention politiche in Russia e viaggiato molto per seguire importanti leader politici come Vladimir Putin, Mikhail Gorbachev, Jean Chrétien, Fidel Castro e il Dalai Lama.
Le sue foto possono essere trovate nella collezione permanente del Museo della storia di Mosca, la Casa della fotografia, Cirque du Soleil e il Montreal Museum of Contemporary Art.
Conduce su LaEffe il programma "Racconti dalle città di mare", una serie documentario in cui racconta la vita nelle più importanti città del mondo, la storia e le tradizioni.

## Biografia
Nel 1990, ha conseguito un diploma di laurea in lingue moderne presso la McGill University. Parla inglese, francese, russo, finlandese e spagnolo. Nel 1991, si trasferisce a Mosca, dove insegna inglese e studia per una laurea in scienze politiche presso l'Università Statale di Mosca.
Nel 1994, diventa il primo fotografo straniero per il giornale russo Pravda. Nello stesso anno, ha inaugurato la prima esposizione del suo "Faces of the Opposition" nel Photo Center della mostra di Mosca. Presenta i suoi ritratti delle élite politica russa. La mostra viaggerà in tutta la Russia, il Canada e gli Stati Uniti.
Dopo aver aperto il proprio studio a Mosca, fotografa oltre 100 celebrità politiche russe, tra Vladimir Putin e Mikhail Gorbaciov e viaggia per il mondo per fotografare altre personalità come Jean Chrétien, Fidel Castro e il Dalai Lama.
Nel 1995, la Canadian Broadcasting Corporation (CBC) fa un documentario di 45 minuti dal titolo "Heidi: Une Montréalaise à Moscou", che sarà trasmesso in Canada, Gran Bretagna, Giappone, Norvegia e Australia. Nel 1996 è stata nominata "Photographer of the Year" da parte della televisione pubblica russa (RTR).